# Mahakali (zone)
La zone de Mahakali (en népalais : महाकाली अञ्चल) est l'une des quatorze anciennes zones du Népal qui ont été supprimées lors de la réorganisation administrative de 2015. Elle était rattachée à la région de développement Extrême-Ouest.

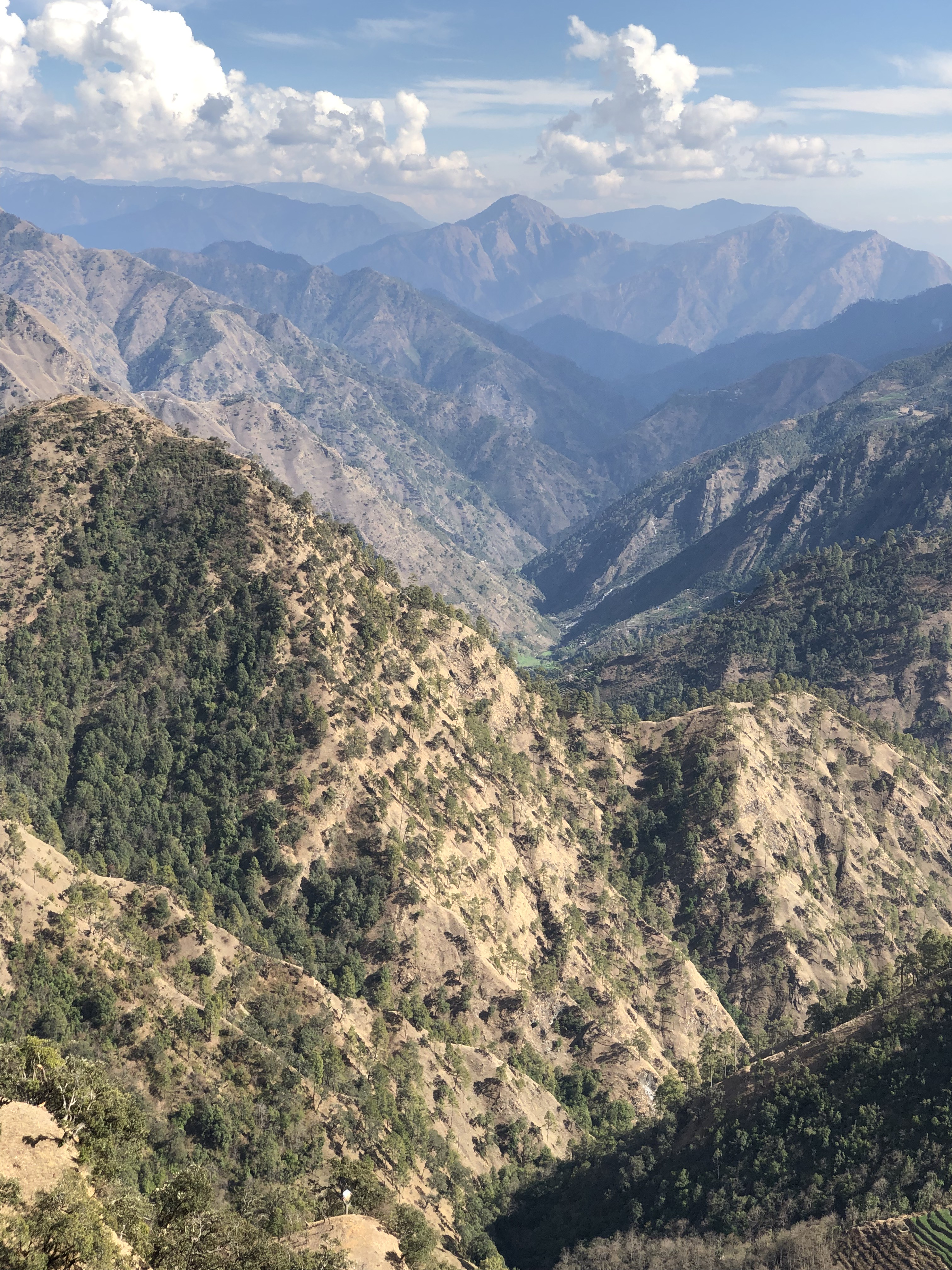
Mahakali en mars 2019

Elle était subdivisée en quatre districts :
- district de Baitadi ;
- district de Dadeldhura ;
- district de Darchula ;
- district de Kanchanpur.